# Phare de Limö
Le phare de Limön (en suédois : Limöns fyr) est un feu  situé sur l'île de Limö, devant le port de la commune de Gävle, dans le Comté de Gävleborg (Suède).

## Histoire
Limö est une île située à environ  1.8 km au nord-est de l'entrée du port de Gävle.
Le premier phare a été mis en service en 1902. C'est une tour en bois octogonale de quatre étages sur une maison de gardien de 16 m de haut. La lumière se trouve derrière la fenêtre du dernier étage. Il est maintenant désactivé et il a été restauré en 1990 par la commune de Gävle.
Identifiant : ARLHS : SWE-262 .
En 1980, le vieux phare a été remplacé par une tour métallique à claire-voie, avec galerie et lanterne. Le système optique a été transféré dans la nouvelle lanterne. La tour porte aussi une grande marque de jour à lattes, peint en blanc avec une bande centrale horizontale rouge. Sa lumière est le feu arrière commun pour deux gammes, un pour les bateaux s'approchant par l'est et un pour les navires s'approchant par le nord-est.
Il est localisé à l'extrémité orientale de l'île.

## Phare actuel
Le phare  est une tour métallique à claire-voie de 26 mètres de haut, avec une double galerie et une lanterne. La tour est peinte en blanc et la lanterne est rouge. Son feu isophase émet, à une hauteur focale de 38 mètres, un éclat blanc, rouge et vert selon différents secteurs toutes les 4 secondes. Sa portée nominale est de 16.5 milles nautiques (environ 30 km).
Identifiant : ARLHS : SWE-263 ; SV-1981 - Amirauté : C6176 - NGA : 10352 .

## Caractéristique dufeu maritime
Fréquence : 4 secondes (W-R-G)
- Lumière : 2 secondes
- Obscurité : 2 secondes

### Lien connexe
- Liste des phares de Suède